# Lycorina glaucomata
Lycorina glaucomata là một loài tò vò trong họ Ichneumonidae.